# Siergiej Szebalin
Siergiej Konstantinowicz Szebalin, ros. Сергей Константинович Шебалин (ur. 2 września 1890 w Ostrołęce, zm. 22 maja 1964 w San Francisco) – rosyjski pilot wojskowy (pułkownik), instruktor lotniczy, a następnie dowódca jugosłowiańskiego 5 pułku myśliwskiego w okresie międzywojennym, dowódca 6 kompanii 5 pułku Rosyjskiego Korpusu Ochronnego, a następnie szef sztabu 1 pułku myśliwskiego i dowódca pułku zapasowego lotnictwa Sił Zbrojnych Komitetu Wyzwolenia Narodów Rosji podczas II wojny światowej.

## Życiorys
W 1909 r. ukończył 2 korpus kadetów w Moskwie, zaś w 1912 r. konstantynowską szkołę artyleryjską. Służył w 5 strzeleckim dywizjonie artylerii. Brał udział w I wojnie światowej. Od 24 czerwca 1914 r. był obserwatorem lotniczym w XXI korpuśnym oddziale lotniczym, zaś od 24 sierpnia tego roku dowodził tym oddziałem. W marcu 1916 r. ukończył szkołę lotniczą w Odessie, po czym został lotnikiem-obserwatorem w I korpuśnym oddziale lotniczym. 20 kwietnia tego roku został ranny w walce powietrznej z niemieckim samolotem w rejonie jeziora Narocz, zaś 23 maja ranny i kontuzjowany w wyniku upadku samolotu na ziemię. Tego samego dnia objął dowództwo II korpuśnego oddziału lotniczego. Od 13 sierpnia 1917 r. pełnił funkcję zastępcy dowódcy 2 bojowej grupy lotniczej. 7 września tego roku awansował do stopnia sztabskapitana. W czerwcu 1918 r. wraz z grupą lotników, przy wsparciu brytyjskiej misji dyplomatycznej w Moskwie, przyjechał do Murmańska, który był zajęty przez alianckie wojska interwencyjne. Wstąpił do oddziału lotniczego Legionu Słowiańsko-Brytyjskiego jako porucznik RAF. 1 sierpnia 1919 r. został dowódcą dźwińskiego dywizjonu lotniczego. We wrześniu tego roku wraz z wojskami brytyjskimi ewakuował się do Wielkiej Brytanii. 3 października wraz z grupą rosyjskich wojskowych przybył z powrotem do Rosji do Noworosyjska. 17 listopada został lotnikiem 7 oddziału lotniczego, a wkrótce 4 oddziału lotniczego. Jednocześnie był członkiem komisji rekwizycyjnej kijewskiego rejonu wojskowego. W marcu 1920 r. objął dowództwo 4 pułkownika Kazakowa oddziału lotniczego. W dniach 15-21 czerwca tego roku uczestniczył w operacji powietrznej w północnym Krymie, która doprowadziła do rozbicia sowieckiego korpusu kawalerii Dymitra Żłoby. 25 czerwca awansował na kapitana, a następnie na pułkownika. W poł. listopada wraz z resztkami wojsk białych ewakuował się z Krymu do Gallipoli. Zamieszkał w Królestwie SHS. Wstąpił do lotnictwa jugosłowiańskiego, zostając lotnikiem-instruktorem w wyższej szkole lotniczej, a następnie 3 szkole pilotów w Niszu. Od 1940 r. dowodził 5 lotniczym pułkiem myśliwskim w Niszu. Na pocz. 1941 r. został zwolniony z tej funkcji. Służył w ministerstwie lotnictwa Jugosławii. Po jej zajęciu przez wojska niemieckie w kwietniu 1941 r., wstąpił do nowo formowanego Rosyjskiego Korpusu Ochronnego. Od maja 1942 r. w stopniu majora dowodził 6 kompanią 5 pułku. W grudniu 1944 r. przeszedł do lotnictwa Sił Zbrojnych Komitetu Wyzwolenia Narodów Rosji, zostając szefem sztabu 1 pułku lotniczego płk. Leonida Bajdaka. Jednocześnie dowodził pułkiem zapasowym. 30 kwietnia 1945 r. w rejonie miejscowości Langdorf w Bawarii dostał się do niewoli amerykańskiej. Po zakończeniu wojny wyjechał do USA.